# 3670 Northcott
3670 Northcott este un asteroid din centura principală, descoperit pe 22 ianuarie 1983 de Edward Bowell.